# Розсоха (Білоярський міський округ)
Розсоха́ (рос. Рассоха) — селище у складі Білоярського міського округу Свердловської області.
Населення — 336 осіб (2010, 406 у 2002).
Національний склад станом на 2002 рік: росіяни — 60 %.